# Radikální realismus
Radikální realismus je umělecký směr, který vznikl v Praze roku 2016 vydáním Manifestu radikálního realismu. Umělci a teoretici, kteří jsou pod manifestem podepsáni (Alexey Klyuykov, Dominik Forman, Avděj Ter-Oganjan, Vasil Artamonov, Michael Hauser), se v něm vymezují proti uměleckým postupům charakterizujícím tzv. současné umění, které dle jejich názoru pouze zrcadlí kapitalistickou odcizenou společnost. Proti projektové, manažerské a kurátorské umělecké praxi se snaží obnovit význam samostatného uměleckého díla v klasickém smyslu slova a kontinuální uměleckou tvorbu. Navazují při tom na tendence realismu z historie výtvarné kultury, především na některé polohy socialistického realismu. Přestože se hnutí vymezuje proti avantgardním výstřelkům a postmoderní umělecké tvorbě, zároveň mají jeho jednotliví autoři rozporuplný vztah k avandgardnímu a obecně modernistickému dědictví, ke kterému se často v minulosti sami hlásili. Stejně tak je tomu i s uměleckou praxí, neboť jednotliví představitelé zanechali především z doby před vydáním manifestu poměrně výraznou stopu na poli současného umění. Obecně lze však konstatovat, že hnutí je především díky vlivu myšlenek sovětského literárního kritika a filosofa Michaila Lifšice čím dál silněji prodchnuto snahou kriticky zpochybňovat kánon umění 20. století, která v některých případech vede až k antimodernistickým výbojům. 

## Vznik a vývoj
Postoje představitelů radikálního realismu byly zformovány v Manifestu radikálního realismu, který byl vydán při příležitosti prvního sjezdu Svazu sovětských umělců v galerii Tranzitdisplay v září roku 2016 v Praze a vyvolal na české poměry nebývale mnoho rozporuplných reakcí. Sjezdu se zúčastnily umělci, umělkyně a teoretici z ČR, Ruska a Izraele. Sjezd byl zakončen výstavou, která představila jednotlivé přístupy autorů k realismu skrze výsledky týden trvajícího plenéru.

## Manifest radikálního realismu
Samotný manifest se skládá ze dvou částí. První je kritikou podob současného umění, ať už se jedná o projektový charakter uměleckého uvažování, individualistickou originalitu, pseudovědecké instalace, rozmělňující intermedialitu, nebo nezbytnost číst umění skrze doprovodné texty, aby bylo vůbec pochopeno. Druhou je potom představení samotných principů radikálního realismu, kterými jsou například rehabilitace média jakožto nositele autonomní formy, přiznání estetického i politického rozměru díla, popření individuality ve prospěch díla a společného cíle, zaujmutí jasného jednotného postoje atd.

## Radikálně realistické umění
Obecně lze tvrdit, že projevy radikálně realistického umění nemají žádná striktně definovaná formální pravidla. Podstatné je naplnit vytyčený cíl konkrétního uměleckého díla, které má být "realistické", tj. pravdivé, seriózní a humanistické. Má být vytvořené "pro člověka", tedy takovým způsobem, aby se k němu mohl vztáhnout každý, oproti současnému umění, kterému porozumí pouze znalci uměleckého diskurzu. V realistickém díle je tím pádem univerzalistický potenciál. Radikální realismus se tak více či méně opírá o estetické teorie Hegela, Marxe, Lukácse nebo Lifšice.
Radikální realismus je někdy chybně redukován na výhradně malířský postoj. Přestože se jeho protagonisté zaměřují především na médium malby, samotná pozice radikálního realismu je potenciálně otevřená všem uměleckým médiím. Alexey Klyuykov to vyjádřil slovy: "... my neřešíme dominanci jednoho média nad jiným. My řešíme důslednou práci se zvoleným médiem. V manifestu radikálního realismu nebylo ani jednou použito slovo malba (přesto to všichni přečetli jako manifest hlásající malbu "über alles"). Ano, my jsme zvolili malbu z několika důvodů a pracujeme v daném médiu. Mohl to být film, mohla to být socha, na to jsme ale neměli dostatečnou průpravu. Zároveň obraz se jeví být hodně srozumitelný pro diváka."
Radikální realisté kritizují intermedialitu jakožto hegemonní formu současného umění, neboť dle jejich názoru se v takovém případě stávají umělecká díla "kostkami ve skládačkách umělců-manažerů nebo umělců-kurátorů", navíc většinou povrchními a nekvalitně provedenými, což je přecházeno důrazem na kontext těchto "skládaček", na který dopadá veškerá pozornost. Proto se snaží vyvázat médium z těchto souvislostí a věnovat mu veškerou pozornost.
| „                                                                                         | Médium malby, sochařství nebo jiného uměleckého žánru má být nositelem autonomní umělecké formy. Dílo se opět stává smyslem umělecké aktivity. Autonomie díla se v radikálním realismu chápe tak, že je v dialektickém vztahu se společenskou skutečností. Ve smyslu Lukácsovy a Lifšicovy estetické teorie je umělecké dílo autonomní tím, že má odstup od bezprostředních psychických stavů, sociálních kontextů a politických praktik a díky tomuto odstupu dokáže konkrétním způsobem zachytit jejich paradigmatické či charakteristické rysy a tendence. | “ |
| — Hauser, Michael: Doba přechodu. Tranzitivní ontologie a dílo Alaina Badioua, Praha 2021 | |   |

### Radikálně realistická malba
Radikálně realističtí umělci pracují především s médiem malby a kresby. Radikální realisté se snaží osvobodit malbu od konceptuálních nánosů a postmoderních gest, a tak obnovit význam díla v klasickém smyslu slova. Malba vychází ze skutečnosti, která je okem a rozumem umělce převáděna na problémy malířské formy tak, aby bylo zvoleno nejadekvátnější řešení k dosažení vytyčeného cíle. Nejedná se tak o prosté kopírování skutečnosti, ale o vybudování kompozice a hierarchie vizuálních vjemů, jejich redukci nebo zdůraznění významotvorného detailu atd.

### Zdroje a vzory radikálního realismu
Za nejdůležitější zdroje své tvorby považují radikálně realističtí umělci bohatou škálu projevů socialistického realismu a také takzvaný "surový styl", což je malířský směr, který se projevil v rámci realistické malby na přelomu 50. a 60. let v SSSR po takzvaném procesu destalinizace. Politicky exponované motivy často vystřídaly náměty z prostého života jak městského, tak vesnického prostředí a silněji se prosadila žánrová malba. Významnými vzory jsou díla umělců, jakými byli např. Nikolaj Andronov, Andrej Vasněcov, Viktor Popkov, Geli Korzhev či Alexander Deineka.